# Jongsong Peak
Jongsong Peak – szczyt w paśmie Himalajów. Jest częścią masywu trzeciego najwyższego szczytu świata – Kanczendzongi. Na szczycie spotykają się granice trzech państw: Nepalu, Indii oraz Chin. Jest to 57 szczyt Ziemi.
Pierwszego wejścia dokonali członkowie ekspedycji prowadzonej przez Güntera Oskara Dyhrenfurtha: Hermann Hoerling i Erwin Schneider 3 czerwca 1930. Sam Dyhrenfurth zdobył szczyt 8 czerwca.